# Max Leven
Ne doit pas être confondu avec Max Levien.
Pour les articles homonymes, voir Leven (homonymie).
Max Leven (Thionville, 12 juin 1882 - Solingen, 10 novembre 1938) est un journaliste allemand. Communiste d'origine juive, il fut assassiné par des nazis lors de la Nuit de Cristal.

## Biographie
Max Leven naît le 12 juin 1882, à Diedenhofen, en Lorraine annexée. Il se forme au négoce, et séjourne à Milan, en Italie. Après son mariage avec Emmi Buchthal, il s'installe en 1916 à Solingen. En 1918, Max Leven adhère au Parti social-démocrate indépendant d'Allemagne (USPD). Onze ans plus tard, il adhère au Parti communiste d'Allemagne (KPD), la branche allemande du Parti communiste. Il écrit alors régulièrement pour le Bergische Arbeiterstimme, journal communiste de la région de Solingen, au sein duquel avait travaillé plus tôt l'espion soviétique Richard Sorge. En 1933, le journal est interdit et Max Leven est brièvement interné au camp de Kemna à Wuppertal. En avril 1936, il est de nouveau arrêté avec son épouse. Soupçonnés de conspirer contre le Reich, ils sont détenus quelques semaines. 
Lors de la nuit de Cristal, le matin du 10 novembre 1938, Max Leven est assassiné, en tant que juif et communiste, par quatre activistes de la section locale du NSDAP, le parti nazi. Sa famille sera un peu plus tard décimée en déportation.

## Sources
- Lutz Peters, Horst Sassin : Max und Emmy Leven - Schicksal einer Familie, in: daß ich die Stätte des Glückes vor meinem Tode verlassen müßte. Beiträge zur Geschichte jüdischen Lebens in Solingen, dir. Manfred Krause, Solinger Geschichtswerkstatt, Leverkusen, 2000, (p. 153-157).
- Inge Sbosny, Karl Schabrod: Widerstand in Solingen. Aus dem Leben antifaschistischer Kämpfer, Frankfort sur le Main, 1975.